# Westerdiep (waterschap)
Het Westerdiep is een voormalig waterschap in de provincie Groningen. Het waterschap was de samenvoeging van de schappen Boven Westerdiep (ten zuiden van de Langeleegte) en Vooruit (ten noorden hiervan).
Het schap lag ten westen van Wildervank. De noordgrens lag bij de straat de Westerbrink, de oostgrens bij het Beneden Westerdiep, de zuidgrens bij de wijk genaamd Nul (nu ongeveer het Skager Rak en de Woldlaan) en de westgrens bij de Nedmagweg en het zuidelijk verlengde hiervan. Het stoomgemaal sloeg uit op het Westerdiep en stond even ten zuiden van de Raadsgildenlaan. Een gedeelte van het schap was onbemalen. Het onderhoud van een gedeelte het Westerdiep (van de Schothuizerklapbrug tot de eerste bocht boven het verlaat) was eveneens een taak van het waterschap.
Waterstaatkundig gezien ligt het gebied sinds 2000 binnen dat van het waterschap Hunze en Aa's.